# 1340年
| 千纪： | 2千纪 |
| 世纪： | 13世纪 \| 14世纪 \| 15世纪                                                                                 |
| 年代： | 1310年代 \| 1320年代 \| 1330年代 \| 1340年代 \| 1350年代 \| 1360年代 \| 1370年代                           |
| 年份： | 1335年 \| 1336年 \| 1337年 \| 1338年 \| 1339年 \| 1340年 \| 1341年 \| 1342年 \| 1343年 \| 1344年 \| 1345年 |
| 纪年： | 庚辰年（龙年）；元至元六年；越南開祐十二年；日本南朝延元五年，興國元年，北朝曆應三年                       |

## 大事记
- 中国
  - 二月，元順帝在脱脱的帮助下驱逐丞相伯颜。
  - 7月9日——元順帝下詔撤元文宗廟主，太皇太后卜答失里 (皇后)放逐到東安州安置，廢黜元文宗子燕帖古思的太子地位並將之流放到高麗。
  - 8月9日——燕帖古思在放逐途中被殺，從而消除了奪權隱患，控制了政局。
  - 七月，元順帝廢除伯顏的一系列排擠漢人的政策。
  - 十月，元順帝任命脫脫為右丞相。
  - 十二月，元順帝下詔恢復科舉取士。
- 欧洲
  - 6月24日——斯魯伊斯海戰，英国海軍戰勝法國並控制英吉利海峽，国王爱德华三世自称法国国王，法國海軍遭受嚴重打擊。
  - 10月30日萊昂和卡斯蒂利亞國王阿方索十一世與葡萄牙國王阿方索四世在薩拉多河戰役中取得一次重要的勝利，打敗了來自北非馬林王朝的穆斯林軍隊，此役之後，摩爾人再未能恢復他們的軍事力量。
  - 加利西亞－沃里尼亞王國留里克王朝絕嗣後，立陶宛大公格迪米納斯與波蘭國王卡齊米日三世對加利西亞－沃裡尼亞王位發動加里西亞－沃里尼亞戰爭。

## 逝世
- 卜答失里 (皇后)，弘吉剌氏，元文宗皇后，父驸马鲁王雕阿不剌，母亲是元武宗的妹妹鲁国公主桑哥剌吉。元朝唯一的太皇太后。
- 伯颜，中國元朝后期的軍事和政治人物，蒙古蔑兒乞部人。曾權傾一時，後被元順帝治罪。
- 8月9日——燕帖古思，元文宗圖帖睦爾與卜答失里 (皇后)的次子。